# Jungleground
Jungleground é un film canadese del 1995 diretto da Don Allan.

## Trama
Il tenente della Polizia Jake Cornell che é sotto copertura per ripulire la città piena di gang di spacciatori di droga, ma l'operazione fallisce e i criminali rapiscono la compagna di Cornell, Sammy per far uscire Cornell allo scoperto.